# 들쇠고래속
들쇠고래속(Globicephala)은 참돌고랫과에 속하는 이빨고래의 한 속이다. 긴지느러미들쇠고래와 들쇠고래의 두 종을 포함한다.